# Metoda Teoremelor Mecanicii

Metoda Teoremelor Mecanicii este o lucrare a lui Arhimede, care pentru prima dată atestă explicit folosirea calculului infinitezimal. Lucrarea originală s-a crezut a fi pierdută, dar a fost redescoperită în celebrul Manuscris al lui Arhimede din 1902. Manuscrisul include și descrierea lui Arhimede despre metoda mecanică, numită așa deoarece s-a folosit de legea pârghiilor (demonstrată pentru prima dată de el însuși) și de centrul de greutate al obiectelor.
Arhimede nu a admis infinitezimalul ca parte a rigorii matematice și de aceea nu și-a publicat metoda în nici un tratat formal, care să conțină acest rezultat. În tratatul Metoda Teoremelor Mecanicii, el a demonstrat câteva teoreme prin metoda epuizării, găsind în mod riguros limita inferioară și superioară, limite care conduc spre răspunsul cerut. Totuși, metoda mecanică a fost folosită pentru a descoperi relații pentru care, mai târziu, s-au găsit demonstrații riguroase.

## Aria unei parabole
Pentru a explica azi metoda lui Arhimede, este mai convenabil să facem uz de geometrie carteziană, care evident, nu era disponibilă în antichitate. Ideea lui Arhimede a fost aceea de a folosi legea pârghiilor pentru a determina aria unei figuri cunoscând centrul de greutate al altei figuri. Cel mai simplu exemplu în limbaj modern este aria parabolei. Arhimede folosește o metodă mult mai elegantă, dar în limbaj cartezian, metoda lui este aceea de a calcula integrala:
{\displaystyle \int _{0}^{1}x^{2}\,dx,}
care are ca rezultat valoarea 1/3.
Pentru a găsi rezultatul integralei, se consideră un triunghi în echilibru cu parabola. Triunghiul este o regiune din planul x-y aflat între axa x și dreapta y = x, cu x variind de la 0 la 1. Parabola este o regiune aflată în planul x-y între axa x și curba y = x2, cu x variind de asemenea de la 0 la 1.
Se descompun triunghiul și parabola în fâșii verticale subțiri, pentru fiecare valoare a lui x. Fie axa x o pârghie cu punctul de sprijin în x = 0. Legea pârghiilor spune că produsul dintre masa și distanța la punctul de sprijin trebuie să fie egal pentru cele două obiecte în echilibru. Masa fâșiei verticale a triunghiului la distanța x de punctul de sprijin este egală cu înălțimea ei, astfel că va echilibra fâșia de parabolă, având înălțimea x2, dacă va fi amplasată la o distanța egală cu 1 de cealaltă parte a punctului de sprijin.
Deoarece fiecare fâșie este în echilibru, întreaga parabolă va fi în echilibru cu întregul triunghi. Acest lucru însemnă că, dacă parabola este atârnată de un cârlig în punctul x = -1, ea va echilibra triunghiul aflat între x = 0 și x = 1.
Centrul de greutate al triunghiului poate fi ușor aflat prin următoarea metodă, datorată tot lui Arhimede. Dacă o linie mediană este desenată din oricare vârf pe latura opusă în E, triunghiul va fi în echilibru pe mediană considerată ca punct de sprijin. Motivul este acela că dacă triunghiul va fi împărțit în segmente paralele cu latura pe care se află E, fiecare segment are lungimi egale față de mediană, iar echilibrul se stabilește datorită simetriei. Acest argument poate fi ușor făcut riguros prin folosirea de dreptughiuri foarte mici în loc de linii, iar acest lucru l-a făcut Arhimede în lucrarea Despre Echilibrul Planelor.
Deci centrul maselor unui triunghi trebuie să fie la intersecția medianelor. Pentru triunghiul în chestiune, o mediană este linia y = 1/2, în timp ce a doua mediană este linia y = 1 -x. Intersecția celor două mediane se află în punctul x = 2/3, deci întreaga masă a triunghiului se află în acest punct. Aria întregului triunghi este 1/2, deci momentul total al triunghiului față de punctul se sprijin este egal cu 1/3. Rezultă că masa parabolei, precum și aria ei, trebuie să fie 1/3.
Această metodă poate fi folosită pentru a a calcula aria oricărei secțiuni arbitrare a unei parabole. Similar argumentele pot fi folosite pentru a găsi integrala oricărei puteri a lui x, deși pentru puterile de ordin superior calculul devine complicat fără algebră. Arhimede a mers în măsura posibilului până la integrala x3, pe care a folosit-o pentru a găsi centrul de masă al unei emisfere.

## Prima propoziție din manuscris
Curba din figură este o parabolă.
Punctele A și B se află pe curba. Dreapta AC este paralelă cu axa parabolei. Dreapta BC este tangentă la parabolă.
Prima propoziție afirmă că:
Aria triunghiului ABC este de trei ori mai decât aria limitată de parabolă și dreapta secantă AB.
Demonstrație: Fie D mijlocul segmentului AC. Punctul D este punctul de sprijin al pârghiei, care este segmentul JB. Punctele J și B se află la distanță egală față de punctul de sprijin. După cum a demonstrat Arhimede, centrul de greutate al triunghiului se află în punctul I pe pârghie, astfel încât DI:DB = 1:3. Este deci suficient să se arate că dacă întreaga masă a triunghiului se află în I și întreaga masă a parabolei în J, pârghia este în echilibru. Dacă întreaga masă a triunghiului se află în I, ea exercită același moment pe pârghie ca și fâșia infinit mică a oricărei secțiuni transversale EH paralelă cu axa parabolei și care acționează în punctul G care aparține pârghiei. De aceea este suficient să se demonstreze că dacă greutatea fâșiei EH se află în G și greutatea fâșiei EF din parabolă se află în J, atunci pârghia este în echilibru.
Cu alte cuvinte, este suficient să se demonstreze că EF:GD = EH:JD. Dar acest lucru este echivalent cu EF:DG = EH:DB, care este echivalent cu EF:EH = AE:AB. Dar acesta este tocmai ecuația parabolei.

## Volumul unei sfere
Din nou, pentru a clarifica metoda mecanică, este convenabil să se folosească coordonate geometrice. Dacă o sferă de rază 1 este plasată în punctul x = 1, secțiunea transversală {\displaystyle \rho _{S}} în orice punct x aflat între 0 și 2 este dată de formula:
{\displaystyle \rho _{S}(x)={\sqrt {x(2-x)}}.\,}
Masa secțiunii transversale, în scopul echilibrării pârghiei, este proporțională cu aria:
{\displaystyle \pi \rho _{S}(x)^{2}=2\pi x-\pi x^{2}.\,}
Arhimede a considerat regiunea dintre y = 0 și y = x din planul x-y rotindu-se în jurul axei x, pentru a forma un con. Secțiunea transversală a acestui con este un cerc cu raza egală cu {\displaystyle \rho _{C}}
{\displaystyle \rho _{C}(x)=x\,}
iar aria acestei secțiuni este
{\displaystyle \pi \rho _{C}^{2}=\pi x^{2}.\,}
Deci, dacă fâșiile conului și al sferei sunt luate împreună, aria secțiunii transversale combinate este: 
{\displaystyle M(x)=2\pi x.\,}
Dacă cele două fâșii sunt plasate împreună la distanța 1 de punctul de sprijin, greutatea lor va fi balansată de un cerc cu aria egală cu {\displaystyle 2\pi } aflat la distanța x de cealaltă parte a punctului de sprijin. Acest lucru însemnă că sfera și conul luate împreună vor balansa un cilindru de pe partea opusă a pârghiei.
Pentru a echilibra fâșiile pe axa x, fiecare fâșie a sferei și a conului trebuie atârnate la distanța 1 de punctul de sprijin, astfel încât momentul va fi proporțional cu aria. Dar fâșia corespunzătoare cilindrului trebuie atârnată la distanța x pe partea opusă, Cum x variază între 0 și 2, cilindrul va avea centrul de greutate la distanța 1 de punctul de sprijin, astfel încât toată greutatea cilindrului poate fi considerată la distanța x = 1. Condiția de echilibru asigură faptul că volumul conului plus volumul sferei este egal cu volumul cilindrului.
Volumul cilindrului este egal cu aria secțiunii transversale {\displaystyle 2\pi } înmulțită cu înălțimea care este egală cu 2, adică {\displaystyle 4\pi }. Arhimede a putut să afle volumul conului folosind metoda mecanică, deoarece, în termeni moderni, integrala implicată este aceeași cu cea folosită pentru calculul ariei parabolei. Volumul conului este 1/3 din aria bazei înmulțită cu înălțimea. Baza conului este cercul cu raza 2, având aria {\displaystyle 4\pi } și înălțimea 2, iar volumul conului este {\displaystyle 8\pi /3}. Scăzând volumul conului din cel al cilindrului se obține volumul sferei:
{\displaystyle V_{S}=4\pi -{8 \over 3}\pi ={4 \over 3}\pi .\,}
Dependența volumului sferei vine evident de la suprafața ei. Metoda dă formula familiară a volumului sferei și, înmulțind liniar dimensiunile, Arhimede a putut ușor extinde volumul rezultat la sferoizi.
Argumentele lui Arhimede sunt aproape identice cu argumentele de mai sus, dar cilindrul lui a avut o rază mai mare, deci conul și cilindrul atârnă la o distanță mai mare de punctul de sprijin. El consideră acest argument a fi marea lui realizare, cerând ca figura cu echilibrul sferei, a conului și a cilindrului să fie gravate pe piatra de mormânt.

## Aria sferei
Pentru a găsi aria sferei Arhimede argumentează că, așa cum aria cerului poate fi împărțită într-o infinitate de triunghiuri mici în jurul circumferinței (v. Măsurarea cercului), tot așa volumul sferei poate fi divizat în multe conuri cu înălțimea egală cu raza, iar baza să fie pe sferă. Toate conurile vor avea aceeași înălțime, deci volumul lor va fi 1/3 multiplicat cu aria bazei și înălțimea.
Arhimede stabilește că volumul sferei este egal cu volumul conului a cărei bază are aceeași arie ca a sferei, iar înălțimea egală cu raza. Nu există detalii pentru acest argument, dar evident, conul poate fi divizat într-o infinitate de conuri, fiecare con aducându-și contribuția conform cu aria bazei, la fel ca la sferă.
Fie S suprafața sferei. Volumul conului cu aria S și înălțimea r este egal cu: {\displaystyle \scriptstyle Sr/3}, care trebuie să egaleze volumul sferei, egal cu: {\displaystyle \scriptstyle 4\pi r^{3}/3}. De aceea suprafața sferei trebuie să fie egală cu: {\displaystyle 4\pi r^{2}}, sau de patru ori aria cercului mare. Arhimede demonstrează riguros acest lucru în lucrarea Despre Sferă și Cilindru. 

## Forme curbilinii cu volume raționale
Unul din lucrurile remarcabile din Metoda mecanică este acela că Arhimede a găsit două forme definite prin secționarea cilindrului și al căror volum nu implică valoarea  π, deși formele au margini curbilinii. Acesta este punctul principal al cercetării dacă anumite forme curbilinii pot fi trasate cu rigla și compasul, astfel încât să existe relații raționale netriviale între volume definite de intersecții geometrice prin solide.
Arhimede a accentuat acest lucru la începutul tratatului și i-a invitat pe cititori să reproducă rezultatul prin alte metode. Spre deosebite de alte exemple, volumele acestor forme nu sunt riguros calculate în nici o altă lucrare. Printre fragmentele manuscrisului ar apare că Arhimede a înscris și circumscris formele pentru a demonstra riguros limitele volumului, deși detalii despre acest lucru nu există.
Arhimede a considerat două forme, una este intersecția a doi cilindrii sub un unghi drept, aflată în regiunea (x, y, z) care satisfac condițiile:
(2Cyl) {\displaystyle x^{2}+y^{2}<1\;\;\;y^{2}+z^{2}<1}
și prisma circulară, care satisfac condițiile:
(CirP) {\displaystyle x^{2}+y^{2}<1\;\;\;\;\;0<z<y.}
Ambele probleme au o porțiune care produce o integrală simplă pentru metoda mecanică. Pentru prisma circulară, se taie axa x în felii. Regiunea din planul y-z la orice x este interioară unui triunghi dreptunghic de lungime {\displaystyle \scriptstyle {\sqrt {1-x^{2}}}} a cărui arie este {\displaystyle \scriptstyle 1/2(1-x^{2})}, astfel că volumul total este:
(CirP) {\displaystyle \int _{-1}^{1}{1 \over 2}(1-x^{2})\,dx}
care poate fi ușor rectificat folosind metoda mecanică, adăugând fiecărei secțiuni triunghiulare o secțiune a unei piramide triunghiulare cu aria {\displaystyle \scriptstyle x^{2}/2} echilibrând o prismă a cărei secțiune este constantă.
Pentru intersecția celor doi cilindrii, porțiunea din manuscris s-a pierdut, dar poate fi evident reconstituită prin comparație cu restul documentului: dacă planul x-z are direcția feliilor, ecuația pentru cilindru ne arată că {\displaystyle \scriptstyle x^{2}<1-y^{2}} în timp ce {\displaystyle \scriptstyle z^{2}<1-y^{2}}, definind o regiune care este un pătrat în planul x-z având lungimea laturii egală cu {\displaystyle \scriptstyle 2{\sqrt {1-y^{2}}}}, astfel că volumul total este:
(2Cyl) {\displaystyle \int _{-1}^{1}4(1-y^{2})\,dy.}
Iar aceasta este aceeași integrală ca cea din exemplul precedent.

## Alte propoziții din manuscris
O serie de propoziții de geometrie sunt demonstrate în manuscris cu argumente similare. O teoremă afirmă că locul centrului de greutate al unei emisfere este la 5/8 din distanța dintre pol și centrul sferei. Această problemă este remarcabilă, deoarece trebuie evaluată o integrală cubică.